# ملتهمات خفية
ملتهمات خفية أو شوزريات أو كريبتوفاجيدي (الاسم العلمي Cryptophagidae)، فصيلة حشرات خاضلة ودامنة من رتبة غمديات الأجنحة. تضم حوالي 600 نوعًا ضمن حوالي 60 جنسًا منتشرة في معظم أقطار البلاد الحارة والمعتدلة الحرارة. تألف المواقع الرطبة والأماكن الظليلة والأقبية والمغاور والكهوف. تتراوح أطوالها من 1 إلى 11 ملم.